# RED-Tabara
RED-Tabara ou Red Tabara, que significa Resistência para um Estado de Direito no Burundi (em francês:  Résistance pour un État de Droit au Burundi), é uma facção armada do Burundi que está particularmente ativa desde o início da crise política de 2015. Opõe-se ao regime de Pierre Nkurunziza, bem como as milícias ao seu serviço, incluindo o Imbonerakure.
Em fevereiro de 2016, Melchiade Biremba seria o chefe do Red Tabara.
Em novembro de 2016, segundo observadores, o Red Tabara representa o maior movimento em número de combatentes (à frente das Forças Nacionais de Libertação e do Forebu), mas também o menos operacional. 